# Departamento de Lekié
Lekié es un departamento de la región Centro de Camerún. En noviembre de 2005 tenía una población censada de 286 050 habitantes.
Está formado por los siguientes municipios:
- Batchenga 9,303
- Ebebda 21,368
- Elig-Mfomo 16,161
- Evodoula 18,899
- Lobo (Camerún) 10,157
- Monatélé 36,933
- Obala (Camerún)78,929
- Okola 41,081
- Sa'a 53,219